# Aidan Connolly
Aidan Connolly (* 15. August 1995 in Dundee) ist ein schottischer Fußballspieler, der beim FC Queen’s Park spielt.

## Karriere

### Verein
Aidan Connolly wurde als Sohn des ehemaligen Fußballprofis Paddy Connolly in Dundee geboren. Während dieser Zeit spielte sein Vater für Dundee United. Aidan Connolly besuchte die Williamwood High School in Clarkston. Im Jahr 2011 gab Connolly als 17-Jähriger sein Profidebüt im Trikot des FC Queen’s Park gegen Stirling Albion. Bis zum Ende der Saison konnte der offensiv Spieler in 23 Partien sechs Treffer erzielen. Nach einer Saison wechselte er gemeinsam mit Andrew Robertson von den Spiders aus Glasgow zu Dundee United. Nach seiner Verpflichtung wurde er im September 2013 an Brechin City verliehen, für den Connolly viermal in der League One spielte. Nach seiner Rückkehr spielte er im Februar 2014 im Ligaspiel gegen den FC Motherwell erstmals für United.

### Nationalmannschaft
Aidan Connolly kam in den Jahren 2010 und 2013 jeweils einmal in der schottischen U-16 und U-19 zum Einsatz.